# 天神橋筋商店街 (大和高田市)

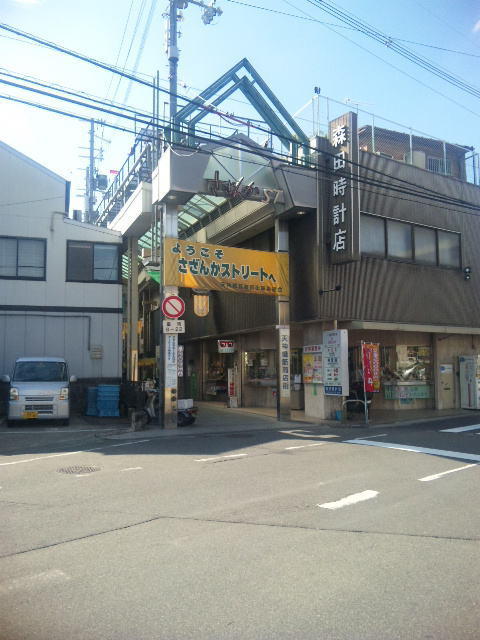
天神橋筋商店街

天神橋筋商店街（てんじんばしすじしょうてんがい）は、奈良県大和高田市本郷町から内本町にかけての天神橋筋にある東西約280mのアーケード商店街。「さざんかストリート」の愛称が付けられている。

## 概要
JR高田駅西口から南へ徒歩で約2分の所に商店街の東入り口がある。旧高田川に架かっていた天神橋に由来するが、1932年（昭和7年）から1954年（昭和29年）にかけての旧高田川の付け替えと埋め立てによって川は奈良県道5号に整備され、橋も無くなり横断歩道脇に欄干が残るのみとなっている。旧高田川（県道）を境に天神橋筋商店街（約160m）と天神橋西商店街（約120m）と名称が変わっている。天神橋筋商店街の東端を南に折れると本郷通り商店街へ、天神橋西商店街の西端を南に折れると本町通り商店街へと続いている。

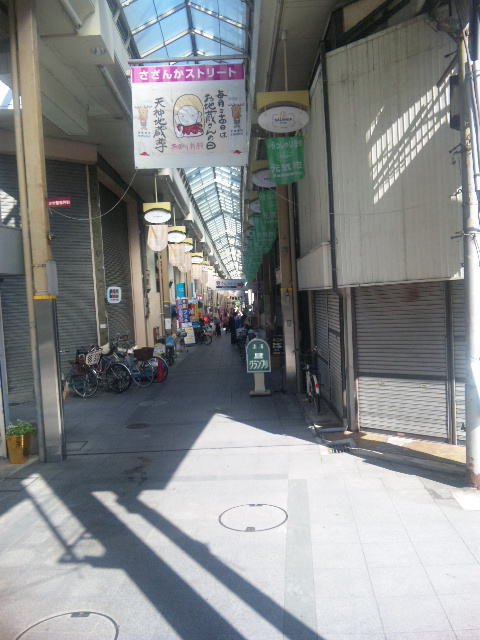
天神橋筋商店街アーケード
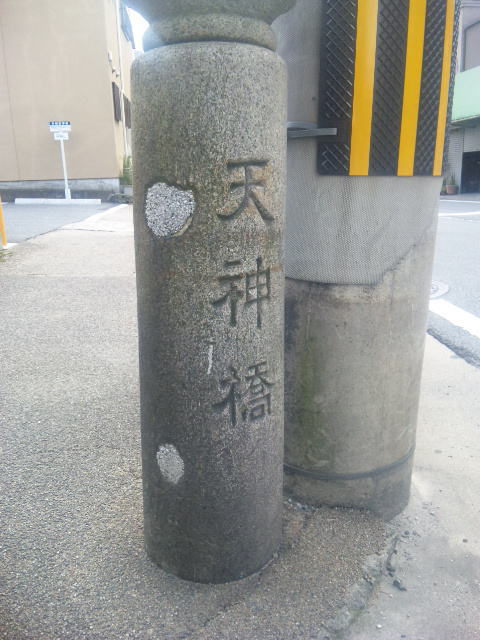
旧高田川に掛かっていた天神橋の欄干
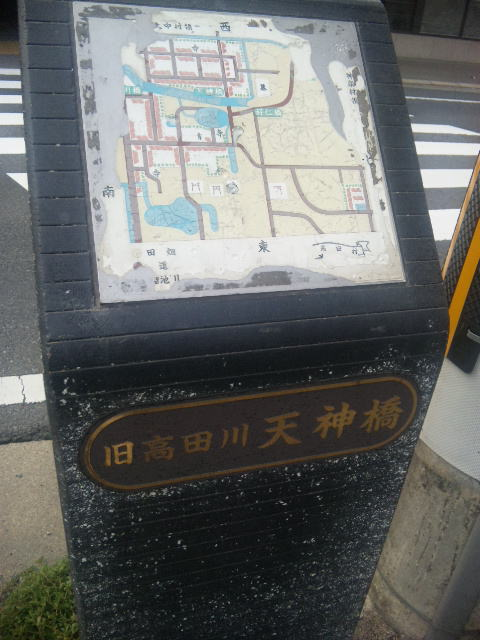
旧高田川の当時の様子を示す案内板
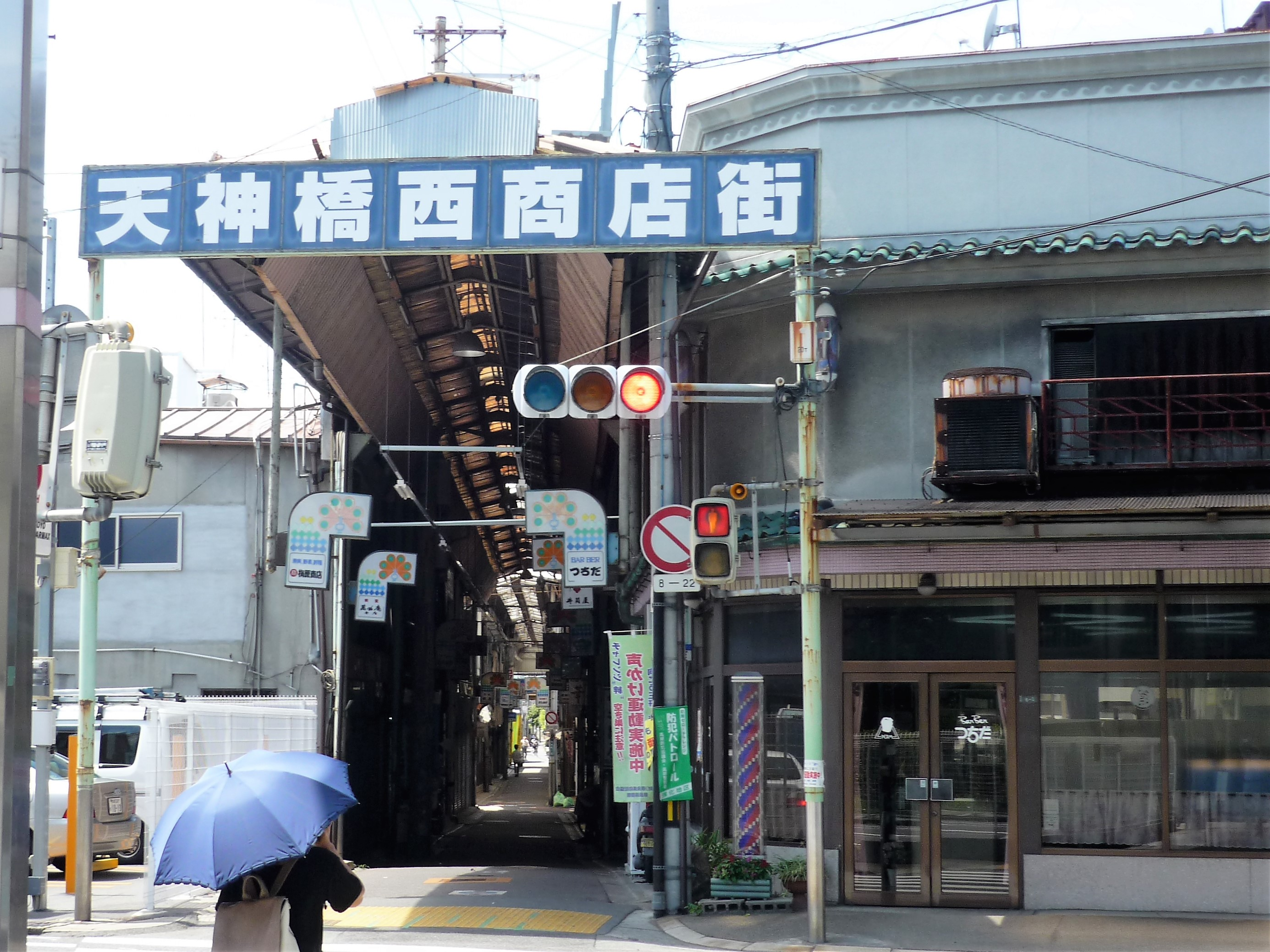
県道を挟んで天神橋西商店街
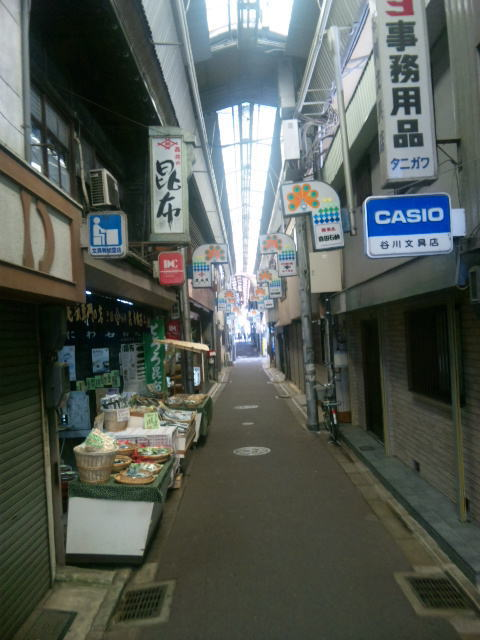
天神橋西商店街アーケード
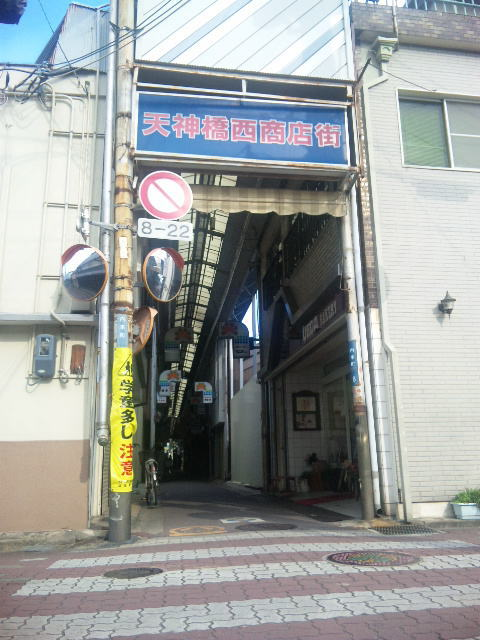
天神橋西商店街西端

## 周辺
- JR高田駅
- 大和高田市立図書館
- さざんかホール
- 馬冷池公園
- 不動院
- 専立寺
- 大中春日神社

## 参照・脚注
1. ↑  周辺地図（Google map）
2. ↑  周辺地図（Mapion）
3. ↑  昭和6年・天神橋（大和高田市公式サイト内）
4. ↑  高田川付け替え工事の年表（大和高田市公式サイト内）
5. ↑  中央道路と旧高田川（大和高田市公式サイト内）
6. ↑  昭和42年・天神橋筋商店街（大和高田市公式サイト内）